# 阿德斯犹太会堂
阿德斯犹太会堂位于耶路撒冷的Nachlaot社区，由叙利亚犹太人移民建于1901年，被认为是以色列叙利亚领唱的中心。

## 起源
20世纪初，许多叙利亚的犹太人为逃避奥斯曼帝国衰落带来的经济衰退，移居到英格兰、美国或拉丁美洲，有的家庭搬到圣地。大多数社区成员都是劳动者、店主或商人。
一段时间后，来自叙利亚阿勒颇的犹太人于1901年正式成立会堂，以捐资者Ovadiah约西亚阿德斯和约瑟夫·艾萨克·阿德斯堂兄弟命名。约瑟夫·阿德斯是一个富有的人，奥斯曼帝国耶路撒冷市议会议员。新犹太会堂在当时被认为是耶路撒冷最美丽的犹太会堂之一。虽然它结构坚固，但还是在第一次世界大战和以色列独立战争中遭到损坏。今天，犹太会堂出席不仅是阿勒颇犹太人，还有许多不同类型的塞法迪犹太人（如库尔德人）。

## 建筑
内部为精美的传统的中东风格，保存完好，有很高的天花板，吊灯，木制长椅，中央讲台，和覆盖整个东墙的胡桃木制成的大约柜，描绘以色列十二支派的壁画。

## 叙利亚领唱中心
阿德斯吸引了许多以色列和国外的游客，部分是因为其独特的礼仪风范。近年来，阿德斯犹太会堂受到了广泛的关注。